# Partido judicial de Benidorm
El partido judicial de Benidorm es uno de los trece partidos judiciales de la provincia de Alicante, Comunidad Valenciana; en concreto se trata del partido judicial n.º 9 de la provincia de Alicante.
El ámbito territorial, que viene regulado por el Real Decreto 529/1983, de 9 de marzo, comprende los municipios de:
- Alfaz del Pi
- Altea
- Benidorm
- Finestrat